# Paolo Boi
Paolo Boi, född 1528 i Syrakusa, död 1598, var en italiensk schackspelare. Han var expert på siciliansk öppning. 1575 åkte han till Spanien för att möta Ruy Lopez och Ceron som var Spaniens bästa schackspelare. På sin väg hem till Italien blev han attackerad av rövare som sålde honom som slav.[källa behövs] Han dog i frihet 1598.